# Бивио Аквавела-Понте (Салерно)
Бивио Аквавела-Понте је насеље у Италији у округу Салерно, региону Кампанија.
Према процени из 2011. у насељу је живело 858 становника. Насеље се налази на надморској висини од 17 м.